# Amable Ricard

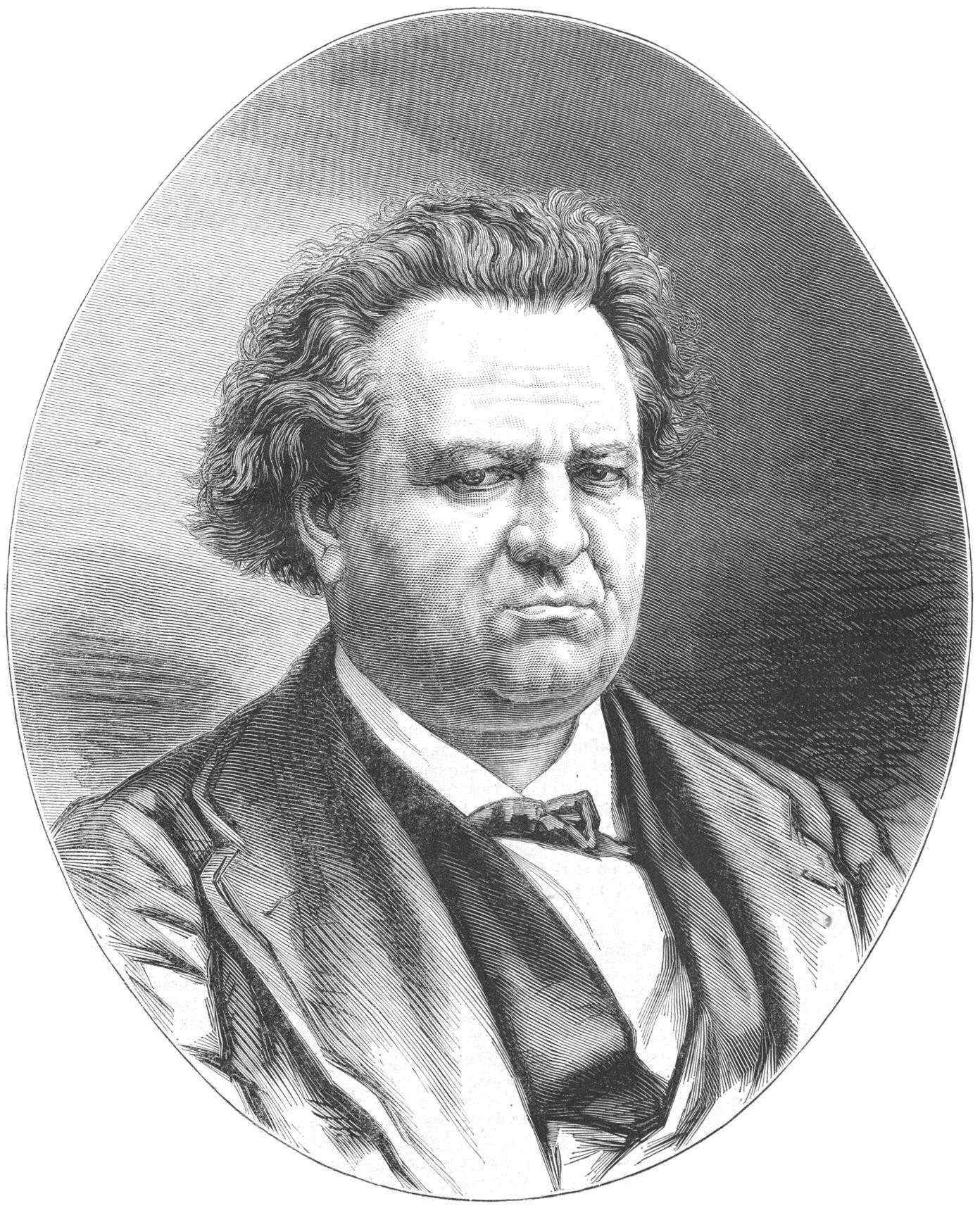
Amable Ricard (1876)

Pierre Henri Amable Ricard (* 12. Juni 1828 in Charenton-du-Cher; † 11. Mai 1876 in Paris) war ein französischer Anwalt und Politiker der Dritten Republik.

## Leben
Amable Ricard war der Sohn von Antoine Hyppolite Ricard und Elisabeth Boin und der Enkel von Antoine François Ricard, Bürgermeister von Charenton-du-Cher.
Er studierte in Poitiers. Als Doktor der Rechtswissenschaften wurde er Rechtsanwalt und ließ sich 1851 in die Anwaltskammer von Niort eintragen. Aufgrund seiner liberalen Ansichten wurde er unter Napoleon III. auf die Liste der Verbannten gesetzt. Er protestierte gegen den Staatsstreich vom 2. Dezember 1851 und sein Name erschien auf den Proskriptionslisten. Da er über einflussreiche Unterstützer verfügte (sein Großonkel Antoine Boin sowie sein Schwiegervater Philippe Clerc-la-Salle waren Abgeordnete), wurde er nicht ins Exil verbannt und verfolgte eine Oppositionspolitik, indem er zum Führer der republikanischen Opposition im Département Deux-Sèvres wurde.
Ricard hatte 1856 Marie Amélie Palmyre Clerc-la-Salle (1831–1876) geheiratet und setzte die Politik der Regierungsopposition seines Schwiegervaters Philippe Clerc-la-Salle fort. Während des gesamten Zweiten Kaiserreichs arbeitete Amable Picard als Anwalt. Erst nach der Ausrufung der Republik 1870 übernahm er politische Ämter; zunächst als Beauftragter der Regierung der nationalen Verteidigung und ab 8. Februar als Vertreter der Deux-Sèvres in der Abgeordnetenkammer. Ricard gehörte politisch den Vernunftrepublikanern um Adolphe Thiers an.

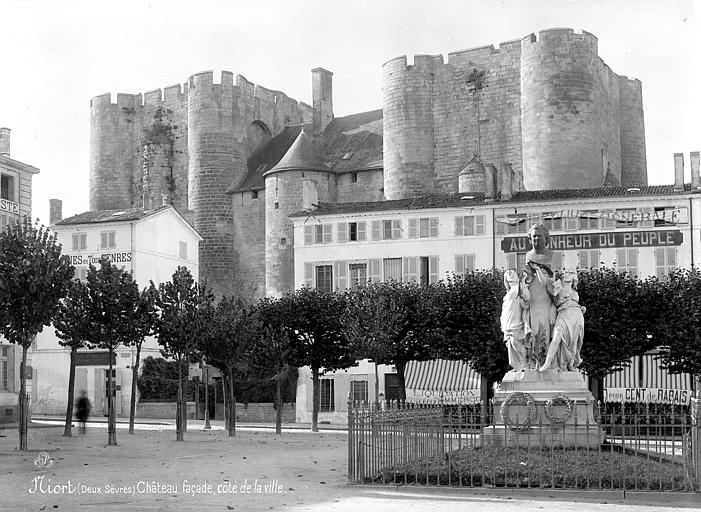
Denkmal Amable Ricard in Niort

Bei den Wahlen von 1876 wurde er nicht wiedergewählt. Er wurde als Innenminister ins Kabinett Dufaure IV berufen und wurde Sénateur inamovible (unabsetzbarer Senator). Wenige Wochen nach diesen Berufungen starb er. Er wurde auf dem Friedhof von Niort beigesetzt. In Niort wurde auch ein Denkmal von ihm errichtet. Seiner Witwe wurde wegen seiner Verdienste eine Pension von 6000 Francs ausgesetzt.